# Rano Raraku (vulkan i Chile)
Rano Raraku är en vulkan i Chile. Den ligger i den västra delen av landet, 3 800 km väster om huvudstaden Santiago de Chile. Toppen på Rano Raraku är 107 meter över havet. Rano Raraku ligger på ön Påskön.
Terrängen runt Rano Raraku är kuperad åt nordost, men åt nordost är den platt. Havet är nära Rano Raraku åt sydväst. Trakten är glest befolkad. Närmaste större samhälle är Hanga Roa, 3,5 km norr om Rano Raraku. 